# Liste des communes d'Estrémadure
Liste des communes d'Estrémadure par provinces :

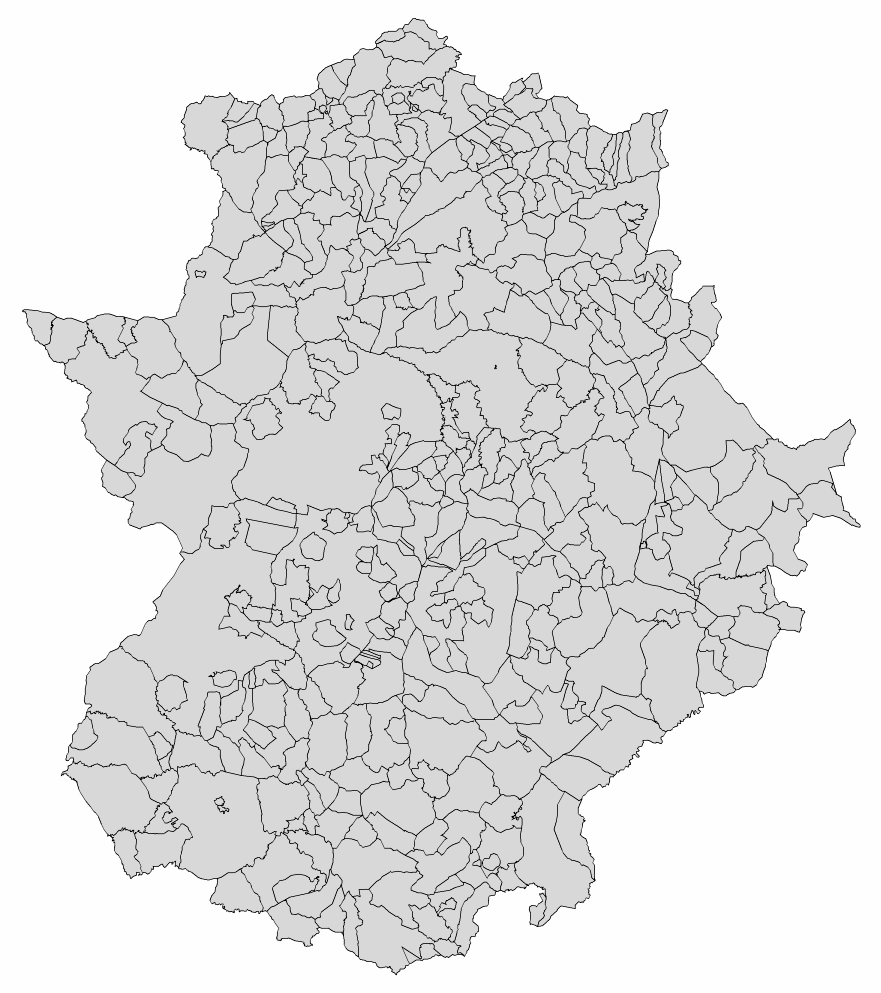
Communes d'Estrémadure en Espagne (2003).

- Communes de la province de Badajoz
- Communes de la province de Cáceres